# بوتادین
بوتادین یک ترکیب آلی است. بخش عمده بوتادین به عنوان محصول جانبی از کراکینگ نفت (با بخار) در تولید اتیلن بدست می‌آید. هیدروژن زدایی از بوتان یا بوتن روش دیگری است که در صورت کمی تولید به‌صورت عملیات یک مرحله‌ای یا دو مرحله‌ای انجام می‌گیرد. تولید سالانه بوتا دین حدود ۱٫۸ میلیون تن است.
مصرف عمده این ترکیب در تولید لاستیک سنتزی می‌باشد.